# Krzyżanowice (Mazovie)
Pour les articles homonymes, voir Krzyżanowice.
Krzyżanowice (prononciation : [kʂɨʐanɔˈvit͡sɛ]) est un village polonais de la gmina d'Iłża dans le powiat de Radom de la voïvodie de Mazovie dans le centre-est de la Pologne.
Il se situe à environ 4 kilomètres au nord d'Iłża (siège de la gmina), 24 kilomètres au sud de Radom (siège de le powiat) et à 115 kilomètres au sud de Varsovie (capitale de la Pologne).

## Histoire
De 1975 à 1998, le village appartenait administrativement à la voïvodie de Radom.